# اچ‌ام‌اس بلوسوم (۱۸۰۶)
اچ‌ام‌اس بلوسوم (۱۸۰۶) (به انگلیسی: HMS Blossom (1806)) یک کشتی بود که طول آن ۱۰۸ فوت ۴ اینچ (۳۳٫۰۲ متر) بود. این کشتی در سال ۱۸۰۶ ساخته شد.